# C/1830 F1 (Großer Komet)
C/1830 F1 (Großer Komet) ist ein Komet, der im Jahr 1830 mit dem bloßen Auge gesehen werden konnte. Er wird aufgrund seiner Helligkeit von einigen zu den „Großen Kometen“ gezählt.

## Entdeckung und Beobachtung
Henry Antoine Faraguet, Marineoffizier und Lehrer für Physik und Chemie am Royal College Port Louis auf Mauritius, entdeckte diesen Kometen nicht weit vom Himmelssüdpol am Abend des 16. März 1830. Als er am nächsten Tag seine Beobachtung wiederholen wollte, hatte der Komet sich schon 3° weiterbewegt. Seine Entdeckung wurde lange Zeit Professor d’Abbadie von derselben Schule zugeschrieben, aber dieser hatte nur die Information an die Royal Society übermittelt.
In den folgenden Nächten gab es noch mehrere unabhängige Entdeckungen von Schiffen aus. Mary Ann Fallows, Ehefrau und Assistentin des königlichen Astronomen am Kap der Guten Hoffnung, war eine der ersten Frauen, die in Südafrika einen Kometen entdeckten (wahrscheinlich um den 20. März). Zur Zeit seiner Entdeckung war der Komet nur von der Südhalbkugel aus zu beobachten, hatte eine Helligkeit von etwa 3 mag und eine Schweiflänge von 7–8°, wurde jedoch schnell heller, während er sich noch bis zum 26. März der Erde näherte. Danach sank seine Helligkeit wieder, aber es gab noch am 29. März eine weitere unabhängige Entdeckung auf Ascension.
In der zweiten Aprilhälfte wurde der Komet erstmals auf der Nordhalbkugel beobachtet, als ihn Jean-Félix Adolphe Gambart in Marseille entdeckte. Die Astronomen in Europa wurden rasch informiert und der Komet konnte bis Ende April von Joseph Nicolas Nicollet in Paris, Karl Ludwig Harding in Göttingen und Heinrich Wilhelm Olbers in Bremen beobachtet werden. Der Schweif hatte noch eine Länge von 2,5°. Anfang Mai betrug die Helligkeit noch 4 mag, diese fiel aber bis Ende des Monats unter die Sichtbarkeitsschwelle für das bloße Auge. Bis August konnte der Komet noch unter immer schwierigeren Sichtbarkeitsbedingungen mit Teleskopen verfolgt werden, die letzte Beobachtung gelang schließlich am Abend des 17. August in Florenz.
Der Komet erreichte eine maximale Helligkeit von etwa 2 mag.

## Wissenschaftliche Auswertung
Erste Berechnungen der Umlaufbahn des Kometen wurden bereits 1830 von Olbers veröffentlicht. Viele Astronomen, darunter Friedrich Bernhard Gottfried Nicolai, Jean Elias Benjamin Valz und Faraguet berechneten parabolische Bahnen, zwei Studenten unter Friedrich Wilhelm Bessel auch eine elliptische. Die aufwendigste Berechnung erfolgte 1873 durch L. R. Schulz.

## Umlaufbahn
Für den Kometen konnte aus etwa 300 Beobachtungen über 147 Tage durch Schulze eine unsichere parabolische Umlaufbahn bestimmt werden, die um rund 21° gegen die Ekliptik geneigt ist. Die Bahn des Kometen steht damit leicht schräg gestellt zu den Bahnebenen der Planeten. Im sonnennächsten Punkt der Bahn (Perihel), den der Komet am 9. April 1830 durchlaufen hat, befand er sich mit etwa 137,8 Mio. km Sonnenabstand im Bereich zwischen den Umlaufbahnen von Venus und Erde. Bereits am 26. März hatte er mit etwa 22,0 Mio. km (0,15 AE) Abstand eine ungewöhnlich große Annäherung an die Erde erreicht. Diese große Erdnähe war auch mit ein Grund für seine beobachtete Helligkeit. Am 8. April ging der Komet in etwa 34,3 Mio. km Abstand an der Venus vorbei, schließlich passierte er am 2. Juni noch den Mars in etwa 87,1 Mio. km Abstand.
Insbesondere durch Annäherungen an Saturn im Februar 1827 bis auf etwa 6 ¼ AE und an Jupiter im April 1831 bis auf etwa 3 ⅓ AE wurde die Bahnexzentrizität des Kometen um etwa 0,0014 verringert. Aufgrund der unsicheren Ausgangsdaten kann aber keine Aussage darüber getroffen werden, auf welcher Bahnform er sich jetzt bewegt, und ob und gegebenenfalls wann der Komet in das innere Sonnensystem zurückkehren könnte. Falls er sich ursprünglich auf einer nahezu parabolischen Bahn bewegte, könnte seine Umlaufzeit jetzt weniger als 17.500 Jahre betragen.